# Skrattabborrtjärnen (Nyhems socken, Jämtland)
Skrattabborrtjärnen är en sjö i Bräcke kommun i Jämtland och ingår i Ljungans huvudavrinningsområde.